# 山口五郎
山口 五郎（やまぐち ごろう、1933年2月26日 - 1999年1月3日）は日本の尺八奏者。元東京芸術大学教授、人間国宝。

## 経歴
昭和8年（1933年）東京・本郷にて、琴古流尺八家1世川瀬順輔門下の山口四郎と千枝（本名ヤエ。地歌箏曲家川瀬里子の姪）との間に生まれる。11歳より琴古流尺八を、父・四郎に師事。
- 1956年、NHK邦楽技能者育成会第2期卒業。
- 1963年、四郎が死去し、竹盟社宗家を継承。
- 1974年、第29回文化庁芸術祭大賞を受賞。
- 1977年、東京芸術大学音楽科に尺八科が新設され、講師に任命される。
- 1977年、ボイジャー2号搭載のレコードに、山口五郎の演奏による琴古流本曲「巣鶴鈴慕」が収録。
- 1987年、東京芸術大学教授に任命される。
- 1992年、重要無形文化財保持者 （人間国宝）に認定される。（邦楽界で最年少）
- 1995年、日本芸術院賞を受賞。
- 1996年、紫綬褒章受章。
- 1999年、1月3日死去。同日正五位に叙される。勲四等旭日小綬章受章。